# Pedro Reinel

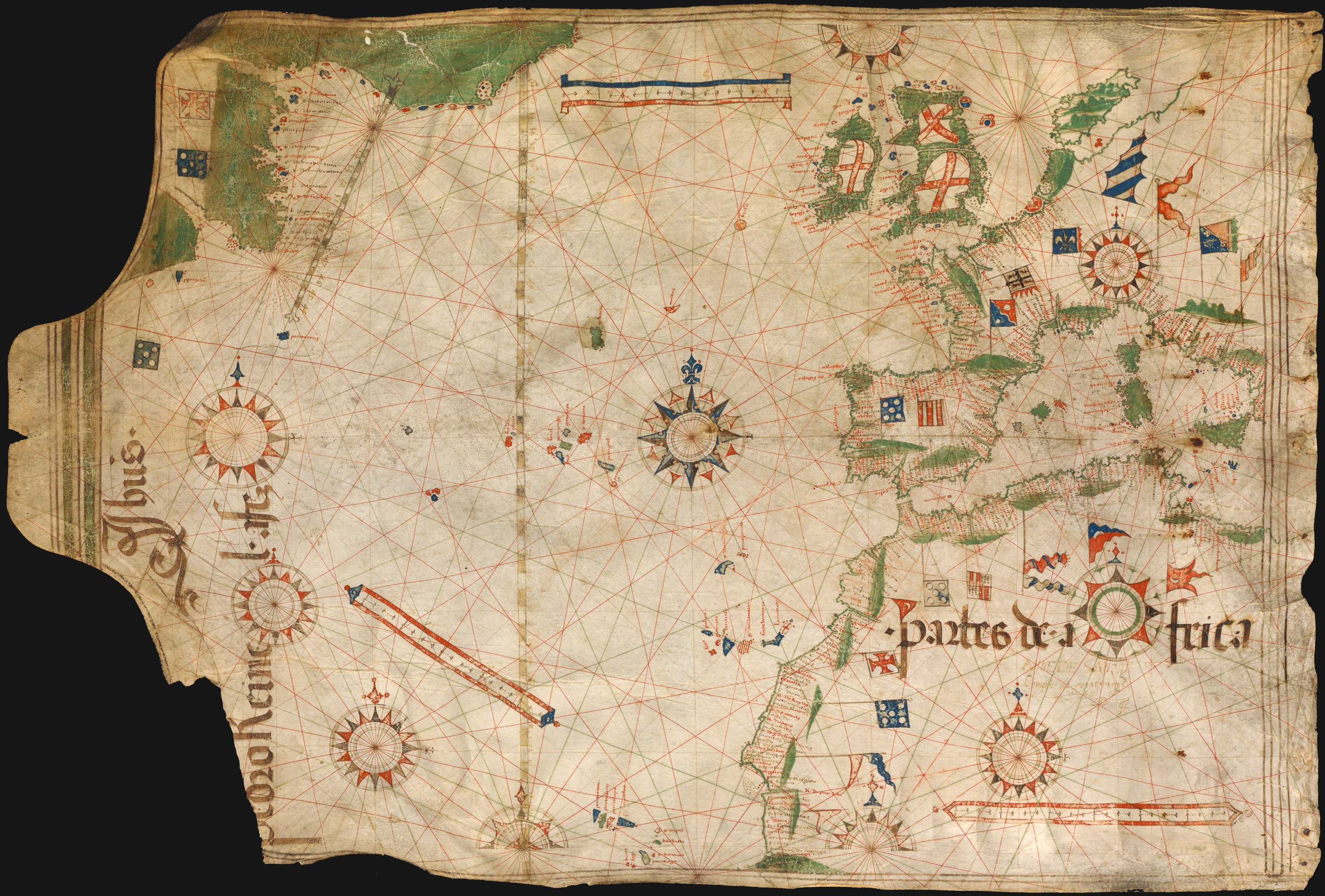
La carta nautica del 1504

Rappresentazione della Rosa dei venti della carta nautica

Pedro Reynel (... – 1542) è stato un cartografo e navigatore portoghese.

## Biografia
Pedro Reinel è stato un navigatore e cartografo portoghese vissuto tra il XV e XVI secolo. È considerato l'autore della più antica carta nautica firmata del Portogallo, databile circa al 1485.
La carta disegnata da Pedro Reinel raffigura l'Europa occidentale, parte dell'Africa e mostrava le esplorazioni condotte da Diogo Cão fra il 1482 ed il 1485.
Assieme al suo figlio Jorge Reinel e al cartografo Lopo Homem partecipò alla stesura dell'Atlante Miller del 1519.
La sua carta atlantica del 1504, detta planisfero di Reinel, è la prima carta nautica a riportare le indicazioni delle latitudini. Ora si trova alla Bayerische Staatsbibliothek.